# Route 74 (Islande)
Pour les articles homonymes, voir Route 74.
La Route 74 (Þjóðvegur 74) ou Skagastrandarvegur est une route située dans la région des Norðurland vestra qui relie Skagaströnd à la route 1.

## Trajet
- Route 1, près de Blönduós
- -  vers Sauðárkrókur
- Skagaströnd
  -  -  vers Skagi